# Zirci kistérség

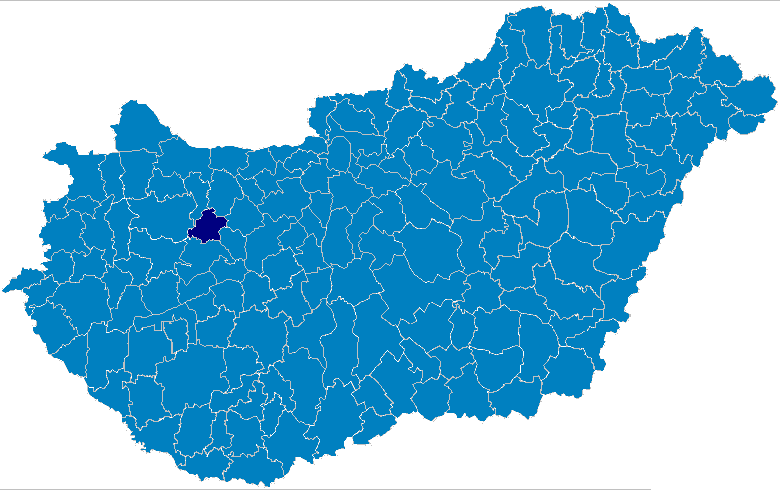
A Zirci kistérség

A Zirci kistérség egy kistérség volt Veszprém megyében, központja Zirc volt. 2014-ben az összes többi kistérséggel együtt megszűnt.

## Települései
| Bakonybél     | Bakonynána | Bakonyoszlop | Bakonyszentkirály | Borzavár |
| Csesznek      | Csetény    | Dudar        | Eplény            | Lókút    |
| Nagyesztergár | Olaszfalu  | Pénzesgyőr   | Porva             | Szápár   |
| Zirc          |            |              |                   |          |

## Fekvése
Ez a vidék különösen gazdag a természeti szépségekben. A környék gyönyörű, műemlékekben gazdag települései, erdei, természet- és tájvédelmi területei, és arborétumai fogadják egész évben az idelátogatókat.
A Bakony hegyeit a földtörténeti harmad- és negyedidőszak hozta felszínre a Pannon-medencében. A táj kialakulásában nagy szerepet játszott a tenger. Többször is megjelent, egyszer mély volt és sós vizű, máskor sekélyebb és édesvizű vagy éppen mocsártenger. Erre a múltra utalnak az ásványok.
Ezért a környék bővelkedik karsztjelenségekben: a csapadékvíz, a folyóvizek hatására víznyelők, sziklatornyok alakultak ki – több mint száz barlangot hozva létre. A vizet a hegységet alkotó mészkő és dolomit a mélybe vezeti, a hegység lábánál pedig bővizű karsztforrások formájában engedi ismét útjára.
Az Északi-Bakony mintegy 300 méteres platóján kupolaszerűen ülnek a hegyek, közülük a legmagasabb a Kőris-hegy (709 m.). Mellette több, 600 méter fölötti hegy sorakozik, így méltán hívhatjuk az Északi-Bakonyt a Dunántúl tetejének.
A Magas-Bakony csapadékossága a sűrűbb, magasabbra növő faállományon meg is mutatkozik. A Bakony legmagasabb területein a zárt lombkoronájú bükkösök a jellemzőek, alacsonyabb részein a gyertyános–tölgyesek, a korai juhar, a magas kőris, a hegyi juhar és a hegyi szil. A kiszélesedő völgyek patakjait, az állandó és időszakos vízfolyásokat égerligetek, fűz-, nyár-; ligeterdők kísérik.
Ennek a változatos és gyönyörű tájnak a megismerésében nyújt nagy segítséget az idelátogatóknak a számos kiépített tanösvény. A terület élővilága pedig rendkívül gazdag, megannyi állatfajnak ad otthont e táj így ne csodálkozzunk rajta, ha utunk során néhány őzzel, erdei nyúllal vagy mókussal találkozunk.

## Nevezetességei
Múzeumok, látnivalók
Számos különböző múzeum állandó kiállításokkal és programokkal várja azokat akik a vidéken töltött időből szánnak egy kicsit ismereteik bővítésére is.
Bakonybélben tájház található a tájházban a település és környékének helytörténeti gyűjteménye található. Ide látogatva bepillantást nyerhetünk hogy a történelem során, hogyan alakultak a lakók életkörülményei, milyen eszközöket használtak mindennapi munkájuk során. A térségben található a Bakonyi Erdők Háza, ahol természetvédelmi és erdészeti bemutató látható. A gyűjtemény földszinti terme a hegység földtörténeti múltját, főbb kőzeteit, ásványait, érdekes földtani jelenségeit, fontosabb növénytársulásait, egy-egy védett növényét illusztrálja. Egy hangulatos diorámában láthatjuk a Bakony vadon élő állatvilágát.
A térség központjában Zircen jó néhány múzeumot találhatunk. Zirc szülötte Reguly Antal nyelvész és néprajztudós aki előbb Finnországban, elsősorban Lappföldön, majd az Urál környékén élő nyelvrokonaink között járt gyűjtőutakon. A Reguly Antal szülőházában állandó néprajzi gyűjtemény, tárlat tekinthető meg. Ezen kívül a hagyományos népi kézműves és egyéb mesterségekbe is bepillantást nyerhetünk sőt, az alkotóházban ki is próbálhatunk számos eszközt.
Egyedülálló a Bakonyi Természettudományi Múzeum, ahol a múzeum öt termében, az a térség flórája és faunája, az állatok és növények saját környezetükben kiállítva tekinthetőek meg. A múzeumban megtalálható egy csodálatos tárlat mely a Kárpát-medence kőzeteit mutatja be. A múzeum több mint kétszázezer darabból álló rovargyűjteménnyel rendelkezik.
Az ide látogató megtekintheti a közelmúltban felújított Barokk Apátsági templomot és a Reguly Antal műemlék Könyvtárat, mely Az Országos Széchényi Könyvtárhoz tartozó intézmény és őrzi az 1700-as évektől a ciszterciek által gyűjtött 65.000 kötetes gyűjteményt, melyben számos, páratlan értékű ősnyomtatvány-, könyv- és folyóirat ritkaság található. Dísztermének építészeti megoldása – dongaboltozat – és a zirci Wilde család asztalosmesterei által a Bakony fafajaiból faragott intarziás bútorzata maga is műemlék.
A múzeumokról, régészeti értékekről és látnivalókról bővebb információ – elérhetőség, nyitvatartás stb.- további információ a vállalkozások menüpont alatt található.

## Külső hivatkozások
- A zirci kistérség közigazgatási portálja Archiválva 2021. május 8-i dátummal a Wayback Machine-ben
- Zirc város honlapja Archiválva 2021. május 8-i dátummal a Wayback Machine-ben
- Bakony Turizmusáért Egyesület
- Zirc és Vidéke online újság